# Nun (bokstav)
Nun (ן,נ) är den fjortonde bokstaven i det hebreiska alfabetet.
נ är standardformen, men bokstaven skrivs i slutet av ord ut som ן.
ן,נ har siffervärdet 50.